# Northern Chaos Gods
Northern Chaos Gods – dziewiąty album studyjny norweskiego zespołu black metalowego Immortal wydany 6 lipca 2018 roku przez Nuclear Blast Records. Jest to pierwszy album zespołu nagrany bez głównego wokalisty i gitarzysty Abbatha, a także pierwszy od płyty Blizzard Beasts album nagrany z udziałem Demonaza, który z powodu urazu nadgarstka nie mógł brać udziału w nagraniach. Nagrywanie albumu rozpoczęło się w styczniu 2017 roku i trwało aż rok. Nagrania odbyły się w Studio Abyss w Pärbly w Szwecji we współpracy z Peterem Tägtgrenem oraz w Konclave Studios w Bergen w Norwegii. Partie gitary basowej na tym albumie zagrał Peter Tägtgren.

## Lista utworów
Wszystkie utwory zostały napisane przez Demonaza
1. „Northern Chaos Gods” – 4:25
2. „Into Battle Ride” – 3:50
3. „Gates to Blashyrkh” – 4:38
4. „Grim and Dark” – 5:27
5. „Called to Ice” – 5:06
6. „Where Mountains Rise” – 5:51
7. „Blacker of Worlds” – 3:43
8. „Mighty Ravendark” – 9:14

## Twórcy
Skład zespołu:
- Demonaz – wokal, gitara, słowa, muzyka
- Horgh – perkusja

Gościnnie:
- Peter Tägtgren – gitara basowa